# وزارة المالية (لبنان)
وزارة المالية اللبنانية (بالفرنسية: Ministère des Finances)‏ هي وزارة في الحكومة اللبنانية مسؤولة عن ضبط السياسات المالية والنقدية وتحصيل الضرائب في لبنان.

## رؤية
تتولى وزارة المالية قيادة الإصلاح الاقتصادي للحكومة من خلال صياغة وإدارة سليمة للسياسة المالية والدين العام من أجل تعزيز النمو الاقتصادي المستدام بما يتماشى مع الأولويات الوطنية، باعتبار ذلك نموذجا يحتذى للشفافية والمساءلة، على نحو يعكس حكم جيد.

## الأهداف
تحرص الوزارة على تحقيق المهام والأهداف التالية :
- ضمان تنفيذ المسؤوليات القانونية للوزارة دون تحيز.
- تطوير والحفاظ على بيئة اقتصادية مستقرة.
- هيكلة وإدارة الأصول والخصوم الوطنية على النحو الأمثل.
- تعزيز المؤسسات والأسواق المالية المستقرة.
- تيسير تنمية الاقتصاد الوطني والتجارة الدولية.
- التواصل بوضوح مع مدى مواءمة الإنفاق الوطني مع الأهداف والأولويات الوطنية.
- تزويد الموظفين بالمهارات والموارد اللازمة لأداء مسؤولياتهم بفعالية وتزويدهم بفرص التطوير الوظيفي والتقدم.
- تيسير التعاون بين الوكالات العامة من خلال التمويل.
- تطوير والحفاظ على الممارسات التنظيمية والإدارية الرائدة.
- مكافحة الاحتيال والفساد في إطار المالية العامة والنظام المالي.
- توفير خدمات قيمة وفاعلة وودية للعملاء للقطاعين العام والخاص.

## الإنجازات
من 1975 إلى 1990، دمرت الحرب اللبنانية بشكل خطير البنية التحتية الاقتصادية للبنان. وبعد انتهاء الحرب مباشرة، بذلت جهود واسعة النطاق لإنعاش الاقتصاد وإعادة بناء الهياكل الأساسية الوطنية. وهكذا، اعتمدت وزارة المالية برنامجا إصلاحيا شاملا ومتكاملا لإعادة عملياتها. وفيما يلي أهم الانجازات الرئيسية للوزارة :
- الدفع حصرا من خلال البنوك.
- تواريخ الاستحقاق المحددة لجميع المعاملات.
- توسيع خدمات البريد التي تمكن دافعي الضرائب من معالجة معاملاتهم بالبريد وتلقي النتيجة على عنوان محدد.
- إطلاق مركز اتصال 24/7 لتقديم خدمات «على مدار الساعة» لجميع استفسارات دافعي الضرائب.
- التحديث المستمر ونشر المعلومات على الموقع.
- تقديم المؤتمرات والندوات وورش العمل التي تهدف إلى زيادة وعي دافعي الضرائب والتعليم.
- توزيع الأدلة والنشرات والنشرات الإخبارية والكتيبات.
- الاتصال الفوري عن طريق رسائل البريد الإلكتروني مع دافعي الضرائب.
- تقديم الخدمات الإلكترونية التي تمكن دافعي الضرائب من إيداع ومعالجة معاملاتهم الضريبية عبر الويب.
- تتبع المستندات الآلية لاستفسارات دافعي الضرائب.

## قائمة الوزراء
| الاسم           | التاريخ                         | الصورة | ملاحظة                        |
| --------------- | ------------------------------- | ------ | ----------------------------- |
| إلياس سابا      | 31 أكتوبر 1970 – 27 مايو 1972   |        |                               |
| فؤاد نفاع       | 27 مايو 1972 – 8 يوليو 1973     |        |                               |
| تقي الدين الصلح | 8 يوليو 1973 – 31 أكتوبر 1974   |        |                               |
| خالد جمبلاط     | 31 أكتوبر 1974 – 23 مايو 1975   |        |                               |
| رشيد كرامي      | 1 يوليو 1975 – 9 ديسمبر 1976    |        |                               |
| فريد روفيل      | 9 ديسمبر 1976 – 16 يوليو 1979   |        |                               |
| علي يوسف الخليل | 16 يوليو 1979 – 7 أكتوبر 1982   |        |                               |
| عادل حوميه      | 7 أكتوبر 1982 – 30 أبريل 1984   |        |                               |
| علي يوسف الخليل | 30 أبريل 1984 – 22 سبتمبر 1988  |        |                               |
| إدغار معلوف     | 22 سبتمبر 1988 – 25 نوفمبر 1989 |        |                               |
| خالد جمبلاط     | 25 نوفمبر 1989 – 15 مايو 1992   |        |                               |
| أسعد دياب       | 16 مايو 1992 – 30 أكتوبر 1992   |        |                               |
| فؤاد السنيورة   | 31 نوفمبر 1992 – 10 ديسمبر 1998 |        |                               |
| جورج قرم        | 10 ديسمبر 1998 – 26 أكتوبر 2000 |        | تولى منصب وزير الشؤون المالية |
| فؤاد السنيورة   | 26 أكتوبر 2000 – 20 أكتوبر 2004 |        |                               |
| إلياس سابا      | 21 أكتوبر 2004 – 18 أبريل 2005  |        |                               |
| دميانوس كتار    | 19 أبريل 2005 – 21 يوليو 2005   |        |                               |
| جهاد أزعور      | 21 يوليو 2005 – 11 يوليو 2008   |        |                               |
| محمد شطح        | 11 يوليو 2008 – 9 نوفمبر 2009   |        |                               |
| ريا الحسن       | 9 نوفمبر 2009 – 13 يونيو 2011   |        |                               |
| محمد الصفدي     | 13 يونيو 2011 – 15 فبراير 2014  |        |                               |
| علي حسن خليل    | 15 فبراير 2014 –الآن            |        |                               |

## وصلات خارجية
- الموقع الرسمي (بالعربية)
- الموقع الرسمي (بالإنجليزية)